# Atwater (Ohio)
Atwater es un lugar designado por el censo ubicado en el condado de Portage en el estado estadounidense de Ohio. En el Censo de 2010 tenía una población de 758 habitantes y una densidad poblacional de 343,1 personas por km².

## Geografía
Atwater se encuentra ubicado en las coordenadas 41°1′42″N 81°9′25″O / 41.02833, -81.15694. Según la Oficina del Censo de los Estados Unidos, Atwater tiene una superficie total de 2.21 km², de la cual 2.18 km² corresponden a tierra firme y (1.29%) 0.03 km² es agua.

## Demografía
Según el censo de 2010, había 758 personas residiendo en Atwater. La densidad de población era de 343,1 hab./km². De los 758 habitantes, Atwater estaba compuesto por el 97.76% blancos, el 1.06% eran afroamericanos, el 0% eran amerindios, el 0.13% eran asiáticos, el 0% eran isleños del Pacífico, el 0% eran de otras razas y el 1.06% pertenecían a dos o más razas. Del total de la población el 1.19% eran hispanos o latinos de cualquier raza.